# 什皮特河

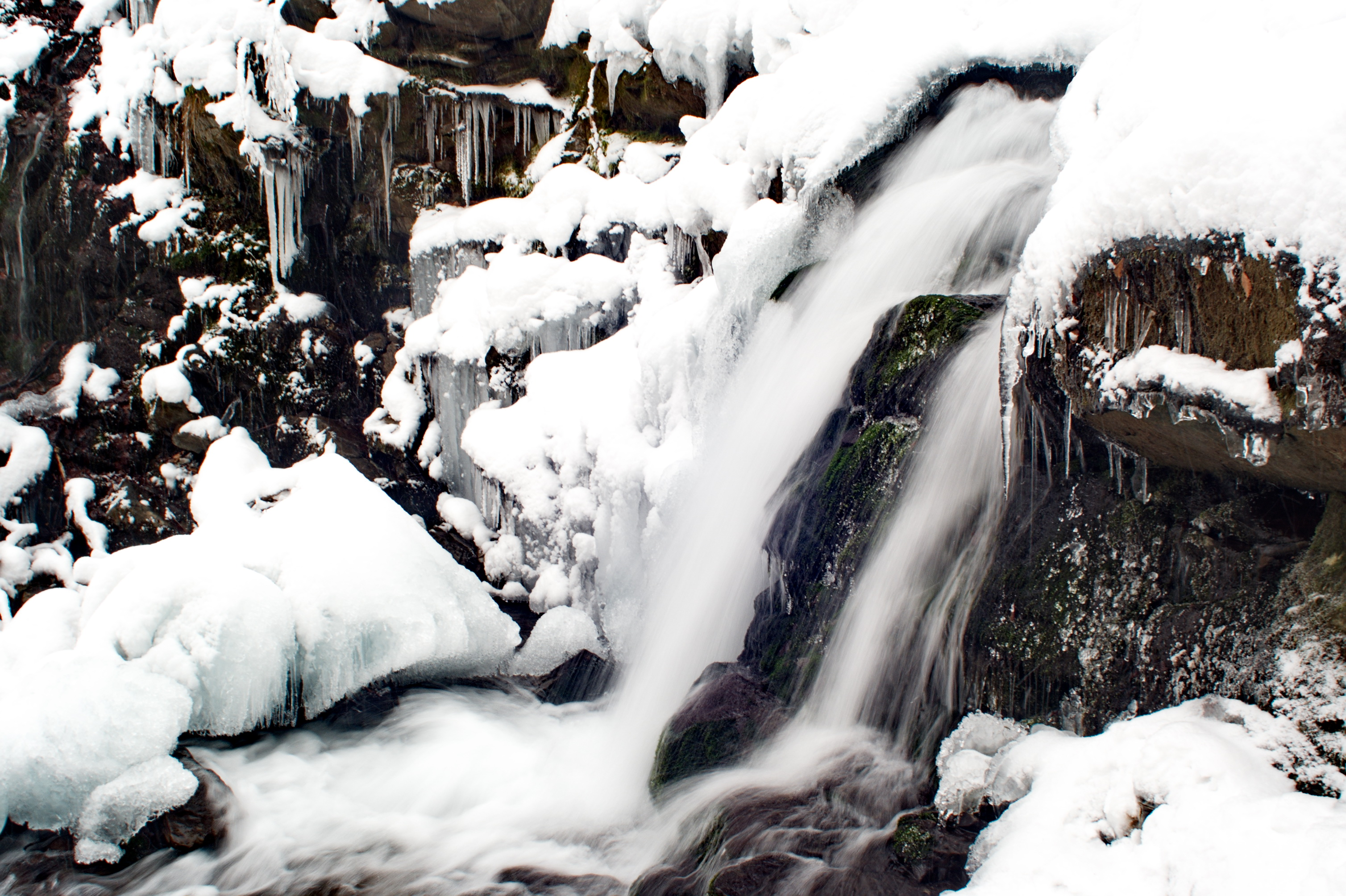

希皮特河（烏克蘭語：Шипіт），是烏克蘭西部的河流，屬於圖里亞河的支流。該河流經外喀爾巴阡州的烏日霍羅德區，河道全長20公里，流域面積127平方公里。